# Дмитрієвка (Канаський район)
Дми́трієвка (рос. Дмитриевка, чув. Виçпӳрт Сала) — присілок у складі Канаського району Чувашії, Росія. Входить до складу Шибилгинського сільського поселення.
Населення — 30 осіб (2010; 9 у 2002).
Національний склад:
- росіяни — 100 %